# Lionel Newman
Lionel Newman (New Haven, 4 de janeiro de 1916 – Los Angeles, 3 de fevereiro de 1989) foi um compositor estadunidense. Venceu o Oscar de melhor trilha sonora na edição de 1970 por Hello, Dolly!, ao lado de Lennie Hayton.

## Filmografia
| Ano  | Título                                 | Diretor                     | Estudio          | Notas        |
| ---- | -------------------------------------- | --------------------------- | ---------------- | ------------ |
| 1943 | He Hired the Boss                      | Thomas Z. Loring            | 20th Century Fox | sem créditos |
| 1950 | The Jackpot                            | Walter Lang                 | 20th Century Fox | —            |
| 1953 | The Silver Whip                        | Harmon Jones                | 20th Century Fox | sem créditos |
| 1953 | Powder River                           | Louis King                  | 20th Century Fox | —            |
| 1953 | Gentlemen Prefer Blondes               | Howard Hawks                | 20th Century Fox | sem créditos |
| 1954 | Siege at Red River                     | Rudolph Maté                | 20th Century Fox | —            |
| 1954 | Princess of the Nile                   | Harmon Jones                | 20th Century Fox | sem créditos |
| 1954 | The Gambler from Natchez               | Henry Levin                 | 20th Century Fox | —            |
| 1954 | There's No Business Like Show Business | Walter Lang                 | 20th Century Fox | sem créditos |
| 1956 | The Killer Is Loose                    | Budd Boetticher             | United Artists   | —            |
| 1956 | The Proud Ones                         | Robert D. Webb              | 20th Century Fox | —            |
| 1956 | A Kiss Before Dying                    | Gerd Oswald                 | United Artists   | —            |
| 1956 | The Last Wagon                         | Delmer Daves                | 20th Century Fox | —            |
| 1956 | Love Me Tender                         | Robert D. Webb              | 20th Century Fox | —            |
| 1956 | The Girl Can't Help It                 | Frank Tashlin               | 20th Century Fox | sem créditos |
| 1957 | The Way to the Gold                    | Robert D. Webb              | 20th Century Fox | —            |
| 1957 | Bernardine                             | Henry Levin                 | 20th Century Fox | —            |
| 1957 | Kiss Them for Me                       | Stanley Donen               | 20th Century Fox | —            |
| 1958 | Sing, Boy, Sing                        | Henry Ephron                | 20th Century Fox | —            |
| 1958 | The Bravados                           | Henry King                  | 20th Century Fox | —            |
| 1958 | Mardi Gras                             | Edmund Goulding             | 20th Century Fox | sem créditos |
| 1959 | Compulsion                             | Richard Fleischer           | 20th Century Fox | —            |
| 1959 | Say One for Me                         | Frank Tashlin               | 20th Century Fox | sem créditos |
| 1960 | Let's Make Love                        | George Cukor                | 20th Century Fox | —            |
| 1960 | North to Alaska                        | Henry Hathaway              | 20th Century Fox | —            |
| 1963 | Move Over, Darling                     | Michael Gordon              | 20th Century Fox | —            |
| 1964 | The Pleasure Seekers                   | Jean Negulesco              | 20th Century Fox | —            |
| 1965 | Do Not Disturb                         | Ralph Levy, George Marshall | 20th Century Fox | —            |
| 1967 | The St. Valentine's Day Massacre       | Roger Corman                | 20th Century Fox | sem créditos |
| 1968 | The Boston Strangler                   | Richard Fleischer           | 20th Century Fox | —            |
| 1969 | Desperate Mission                      | Earl Bellamy                | 20th Century Fox | —            |

## Prêmios e indicações
| Ano  | Prêmio           | Resultado | Categoria                                                              | Filme                                  | Outras notas                                                              |
| ---- | ---------------- | --------- | ---------------------------------------------------------------------- | -------------------------------------- | ------------------------------------------------------------------------- |
| 1939 | Prêmio acadêmico | Nomeado   | Melhor música, canção original                                         | The Cowboy and the Lady                | Compartilhado com Arthur Quenzer; para a música "The Cowboy and the Lady" |
| 1951 | Prêmio acadêmico | Nomeado   | Melhor música, pontuação de um quadro musical                          | I'll Get By                            | -                                                                         |
| 1952 | Prêmio acadêmico | Nomeado   | Melhor música, canção original                                         | Golden Girl                            | Compartilhado com Eliot Daniel; para a música "Never"                     |
| 1955 | Prêmio acadêmico | Nomeado   | Melhor música, pontuação de um quadro musical                          | There's No Business Like Show Business | Compartilhado com Alfred Newman                                           |
| 1957 | Prêmio acadêmico | Nomeado   | Melhor música, pontuação de um quadro musical                          | The Best Things in Life Are Free       | -                                                                         |
| 1959 | Prêmio acadêmico | Nomeado   | Melhor música, pontuação de um quadro musical                          | Mardi Gras                             | -                                                                         |
| 1960 | Prêmio acadêmico | Nomeado   | Melhor música, pontuação de um quadro musical                          | Say One for Me                         | -                                                                         |
| 1961 | Prêmio acadêmico | Nomeado   | Melhor música, pontuação de um quadro musical                          | Let's Make Love                        | Compartilhado com Earle Hagen                                             |
| 1966 | Prêmio acadêmico | Nomeado   | Melhor música, pontuação musical, adaptação ou tratamento              | The Pleasure Seekers                   | Compartilhado com Alexander Courage                                       |
| 1968 | Prêmio acadêmico | Nomeado   | Melhor música, pontuação musical, adaptação ou tratamento              | Doctor Dolittle                        | Compartilhado com Alexander Courage                                       |
| 1969 | Prêmio acadêmico | Ganhou    | Melhor música, partitura de uma imagem musical (original ou adaptação) | Hello, Dolly!                          | Compartilhado com Lennie Hayton                                           |
| 1958 | Laurel Awards    | Nomeado   | Melhor diretor musical                                                 | April Love                             | 4º lugar                                                                  |